# Gerald Sibon
Gerald Sibon (* 19. April 1974 in Emmen) ist ein ehemaliger niederländischer Fußballspieler, der zuletzt in der Saison 2011/12 in der Eredivisie beim SC Heerenveen spielte.

## Karriere

### Verein
Sibon stammt aus der Jugend des VV Dalen und spielte danach für den FC Twente in Enschede, wo er als 19-Jähriger zu drei Einsätzen in der Eredivisie kam. Ab 1994 kam er dann für zwei Jahre beim Zweitligisten VVV-Venlo als Stammspieler zum Einsatz und der fast zwei Meter große Stürmer bewies mit 36 Treffern seine Torjägerqualitäten. Daraufhin nahm ihn der Erstligist Roda JC aus Kerkrade unter Vertrag und auch dort konnte er überzeugen. Der Sieg mit dem Verein im Landespokal war sein erster nationaler Titel.
Ab 1997 spielte er dann für den Spitzenclub Ajax Amsterdam. Ajax holte 1998 das Double (Meisterschaft und Pokal) und konnte im Jahr darauf den Meistertitel verteidigen. Allerdings hatte er Schwierigkeiten, sich gegen die Konkurrenz im eigenen Team im Sturm beständig durchzusetzen und so nahm er nach zwei Jahren das Angebot an, nach England zu Sheffield Wednesday zu wechseln. Dort war der Niederländer zwar Stammspieler im Sturm, aber konnte im ersten Jahr den Abstieg in die zweite englische Liga nicht verhindern.
Anfang 2003 kehrte er in die niederländische Ehrendivision zurück und schloss sich dem SC Heerenveen an. Nach zwei Jahren wechselte er zum Spitzenverein PSV nach Eindhoven, der 2005 das Double holte. Die Saison 2005/06 verlief jedoch sehr enttäuschend für Gerald Sibon, so dass er mit 32 Jahren noch einmal die Gelegenheit zu einem Wechsel ins Ausland wahrnahm.
Er kam in der Saison 2006/07 kurzfristig  zum deutschen Bundesligisten 1. FC Nürnberg als Ersatz für den verletzungsbedingt ausgefallenen Joshua Kennedy. Nachdem er dort aber keine besondere Rolle im Sturm spielen konnte, war sein Engagement dort nach einem Jahr wieder beendet. Zur Saison 2007/08 kehrte Sibon in seine Heimat Niederlande zum SC Heerenveen zurück. Im Sommer 2010 wechselte er zum neu gegründeten australischen Klub Melbourne Heart, den er im Februar 2011 nach 27 Einsätzen mit sieben Toren und fünf Torvorlagen wieder verließ. Zur Saison 2011/12 kehrte er erneut zum SC Heerenveen zurück, bei dem er einen Einjahresvertrag unterzeichnete und danach seine Karriere beendete.

### Nationalmannschaft
Für die Olympischen Sommerspiele 2008 wurde Sibon von Auswahltrainer Foppe de Haan als einer der drei erlaubten über 23-jährigen Spieler in das Aufgebot berufen. Sibon kam im Turnierverlauf in allen vier Partien zu Teileinsätzen und war mit zwei Toren bester Torschütze der niederländischen Auswahl. Die Mannschaft scheiterte mit 1:2 nach Verlängerung im Viertelfinale am späteren Olympiasieger Argentinien.

## Erfolge
- Niederländischer Meister: 1998 (Ajax Amsterdam), 2005, 2006 (PSV Eindhoven)
- Niederländischer Pokalsieger: 1997 (Roda Kerkrade), 1998, 1999 (Ajax Amsterdam), 2005 (PSV Eindhoven)
- Deutscher Pokalsieger: 2007 (1. FC Nürnberg)